# ISDN
ISDN je engleska kratica za Integrated Services Digital Network, i oznaka je za digitalnu telefonsku tehnologiju. ISDN je nastao u kasnim 1970-im godinama.

## Opis

### Pristupi
Postoje dva osnovna pristupa ISDN-u:
- BRI (Basic rate interface) - koji se sastoji od dvije telefonske linije tzv. B kanala od 64 kbita/s, te jednog D kanala od 16 kbita/s.
- PRI (Primary rate interface) - ova vrsta prisupa ima mnogostruke B kanale i njihov maksimum ovisi o telefonskoj mreži koja se nalazi u pojedinim državama svijeta: Sjeverna Amerika i Japan 23B+D (ukupno 1.544 Mbita/s (T1), dok u Europi, Australiji: 30B+D (ukupno 2.048 Mbita/s (E1))

U Hrvatskoj oba pristupa (BRI, PRI) su dostupna potrošačima.
BRI pristup se sastoji od 2B+D kanala 2*64 kbps za podatke + 16 kbps za signalizaciju (144 kbps). PRI pristup se sastoji od E1 ili B-ISDN (Broadband ISDN) = 30B+D kanala = 30*64 kbps za podatke + 16kbps za signalizaciju (2 Mbps). 

### Karakteristike ISDN veze
ISDN ne koristi analognu liniju pa je znatno brži od najbrže dial-up veze (najveća brzina dial-up veze je 56 kbps, no ona je često dosta manja na većini dial-up veza). Također, za razliku korisnika s dial-up vezom, korisnik koji ima ISDN vezu može istodobno rabiti telefon i imati pristup na Internet. Kod ovakvog pristupa telefonski impulsi plaćaju za obje radnje tj. za telefonski poziv i za pristup Internet. Kod BRI pristupa korisnik, ovisno o potrebi, prijenos podataka se može odvijati brzinom od 64 kbps (1 kanal) ili 128 kbps (2 kanala). Ipak, korštenje oba kanala istovremeno se dvostruko naplaćuje. Kod PRI pristupa također je moguće grupiranje kanala.
B kanal (bearer channel) je transportni kanal, dok je D kanal (data channel) kanal koji se koristi za internu kontrolu informacija (ne prijenosu podataka) kako bi sve radilo bez problema.  Dolaskom DSL-a s bržim pristupnim brzinama na telekomunikacijsko tržište, ISDN polako zamire kao tehnologija i rabi se samo u dijelovima gdje DSL nije dostupan.